# Xavier Vallat
Xavier Vallat, född den 23 december 1891 i Villedieu, död den 6 januari 1972 i Annonay, var en fransk politiker, jurist och journalist. Han var under den tyska ockupationen av Frankrike medlem av Vichyregimen.

## Biografi
Xavier Vallat växte upp i en konservativ katolsk familj och gick i sin ungdom med i Action française. Han sårades i första världskriget och förlorade vänster ben och höger öga. Vallat blev 1919 ledamot av Frankrikes nationalförsamling och satt där 1919–1924 och 1928–1940, från 1936 som medlem av det högerkonservativa och republikanska Fédération républicaine.
Under 1930-talet var Vallat en framträdande representant för den katolska antisemitiska extremhögern inom fransk politik. Vallet hävdade, att judar, protestanter och frimurare var delaktiga i en omfattande konspiration mot de franska katolikerna. Han var en hängiven motståndare till liberalism, socialism och kommunism. Trots att han sympatiserade med fascismen hyste han antityska känslor.
I juni 1936 blev den judiske socialisten Léon Blum fransk premiärminister. Vallat kom vid flera tillfällen att angripa Blum med antisemitiska anstrykningar.

## Vichyfrankrike
Tyskland ockuperade Frankrike i juni 1940; Vallat stödde då Philippe Pétain och Vichyregimen som kollaborerade med Tyskland. I mars 1941 utsågs Vallat till generalkommissarie för judiska frågor; hans uppgift innebar att genomföra de antijudiska lagar som stiftades av Pétains regering. Vallat övervakade ariseringen av den franska ekonomin och undervisningsväsendet. Adolf Eichmanns representant i Frankrike, Theodor Dannecker, försökte pressa Vallat att införa antijudiska lagar liknande dem i Tyskland; Dannecker ville få det att se ut som om initiativet kommit från Vallat och Vichyregeringen, inte från den tyska ockupationsmakten. Vallat var dock ovillig att gå tyskarnas ärenden.
I egenskap av fransk patriot riktade Vallat skarp kritik mot den, som han ansåg, alltför stränga tyska ockupationspolitiken. Den tyske ambassadören, Otto Abetz, krävde då att Pétain skulle avskeda Vallat, vilket skedde i maj 1942. Vallat fortsatte dock att stödja Vichyregimen och mot slutet av den tyska ockupationen hetsade han mot judarna i Vichys radiosändningar.

## Efter andra världskriget
Vallat ställdes inför rätta i december 1947 och förnekade ansvar för deportationerna av franska judar. Han hävdade falskeligen att Vichyregeringens antijudiska lagar hade tillkommit på tysk anstiftan; i själva verket hade lagarna stiftats på Vichys eget initiativ. Vallat dömdes till tio års fängelse; rätten angav i domskälen att den avkunnade en tämligen mild dom med tanke på Vallats insatser för Frankrike i första världskriget. Vallat blev villkorligt frigiven 1949 och benådades 1954. Han återupptog sin antisemitiska agitation och var 1962–1966 redaktör för den nationalistiska tidningen Aspects de la France.